# Eduardo Dapena
Eduardo Dapena Lis, (Pontevedra, 20 de noviembre de 1933-Pontevedra, 27 de marzo de 2022), conocido simplemente como Cholo, fue un futbolista español. Jugó en Primera División en el Pontevedra Club de Fútbol, del que fue presidente de honor desde el 16 de octubre de 2011 hasta el 27 de marzo de 2022

## Carrera

### Futbolista
Antes de llegar al club de Pasarón, jugó en el San Lorenzo Juvenil, el Nodales y el Arosa. Llega al club lerezano en 1958, que por aquel entonces militaba en Tercera División. En la temporada 1959/60 el equipo granate logró en León por primera vez en su historia el ascenso a Segunda División, y tan solo tres años más tarde el conjunto granate logra ascender a Primera División. En su primer año con el club de Pasarón en Primera División intervinó en 28 encuentros, pero no consiguen evitar el descenso. Tras sólo una temporada en Segunda División el club regresó a la máxima categoría. Durante lo que restó de década, el Pontevedra vive su época dorada y la afición local acuña la frase de «hai que roelo» ('hay que roerlo'), en referencia a la dificultad que entrañaba vencer a su equipo. Fue una de las grandes figuras del conjunto gallego. Estuvo presente en las únicas seis temporadas que estos disputaron en Primera en toda su historia. El eterno capitán pontevedrés abandona el club al final de la temporada 1969/70, en la que el equipo granate pierde la categoría definitivamente. Estuvo 12 temporadas y tras 327 partidos con la camiseta granate.
A lo largo de su carrera jugó 129 partidos de Primera División, en los que anotó un solo gol.

## Estadísticas
| Club          | Categoría        | País   | Año       | Partidos | Goles |
| ------------- | ---------------- | ------ | --------- | -------- | ----- |
| Arosa SC      | Tercera División | España | 1955-1956 | ?        | ?     |
| Arosa SC      | Tercera División | España | 1956-1957 | ?        | ?     |
| Arosa SC      | Tercera División | España | 1957-1958 | ?        | ?     |
| Pontevedra CF | Tercera División | España | 1958-1959 | 27       | 0     |
| Pontevedra CF | Tercera División | España | 1959-1960 | 33       | 0     |
| Pontevedra CF | Segunda División | España | 1960-1961 | 32       | 0     |
| Pontevedra CF | Segunda División | España | 1961-1962 | 31       | 0     |
| Pontevedra CF | Segunda División | España | 1962-1963 | 30       | 0     |
| Pontevedra CF | Primera División | España | 1963-1964 | 30       | 0     |
| Pontevedra CF | Segunda División | España | 1964-1965 | 33       | 0     |
| Pontevedra CF | Primera División | España | 1965-1966 | 24       | 0     |
| Pontevedra CF | Primera División | España | 1966-1967 | 22       | 1     |
| Pontevedra CF | Primera División | España | 1967-1968 | 33       | 0     |
| Pontevedra CF | Primera División | España | 1968-1969 | 27       | 0     |
| Pontevedra CF | Primera División | España | 1969-1970 | 5        | 0     |